# Constructivisme (filosofia)
El constructivisme és una perspectiva epistemològica en filosofia que tracta sobre la naturalesa del coneixement científic. Els constructivistes mantenen que el coneixement científic és creat pels científics i no descobert a partir del món. El constructivisme considera que no existeix una metodologia única vàlida i que hi ha altres metodologies per a la ciència social: com la recerca qualitativa. Per tant, s'oposa al positivisme, que és una filosofia que sosté que l'únic coneixement autèntic és el que es basa en l'experiència sensorial real.